# Pan-Amerikaanse kampioenschappen wielrennen 2024 – Wegwedstrijd vrouwen elite
De wegwedstrijd voor vrouwen elite op de Pan-Amerikaanse kampioenschappen wielrennen 2024 werd gehouden op 25 mei. De  deelnemers moesten een parcours van 111,3 kilometer in en rond het Braziliaanse São José dos Campos afleggen. De Amerikaanse Lauren Stephens won, voor de Braziliaanse Wellyda Rodrigues en Catalina Soto uit Chili.

## Uitslag
| Plaats | Naam              | Tijd     |
| ------ | ----------------- | -------- |
| Goud   | Lauren Stephens   | 2u45'11" |
| Zilver | Wellyda Rodrigues | z.t.     |
| Brons  | Catalina Soto     | z.t.     |
| 4      | Diana Peñuela     | z.t.     |
| 5      | Agustina Reyes    | z.t.     |
| 6      | Karen Villamizar  | z.t.     |
| 7      | Marcela Prieto    | z.t.     |
| 8      | Lina Hernández    | z.t.     |
| 9      | Paola Silva       | z.t.     |
| 10     | Miryam Núñez      | z.t.     |